# Jackie Mason
Jackie Mason (9. června 1928 Wisconsin – 24. července 2021 New York) byl americký herec, stand-up komik, dabér a rabín.

## Život
Jackie Mason se narodil v roce 1928 v Sheboyganu ve Wisconsinu jako Jacob Moshe Maza a vyrůstal v Lower East Side v Manhattanu. Vystudoval City College of New York, kde získal titul bakaláře. V 25 letech se stal rabínem v Latrobe v Pensylvánii, stejně jako jeho tři bratři, otec, dědeček i pradědeček. O tři roky později se Mason rozhodl stát se komikem. Jeho dcerou, jež je také komičkou, je Shebu Masonová (* 1985). Jackie Mason se 14. srpna 1991 oženil s filmovou producentkou Jyllou Rosenfeldovou. Zemřel v červenci 2021 po krátkém pobytu v nemocnici ve věku 93 let.

## Kariéra
Mason debutoval v roce 1972 ve filmu The Stoolie, kde ztvártil hlavní roli. V následujícím roce nadaboval robota pro film Spáč, nicméně v titulcích nebyl uveden. Následovalo účinkování v televizním seriálu Flying High, kde hrál Jackie Mason rabína. Ve filmu Cvok se v roce 1979 objevil po boku Steva Martina a Carla Reinera. Jako Žid dostal roli ve filmu Mela Brookse History of the World: Part I. Ve filmové komedii Caddyshack II dostal hlavní roli Jacka Hartouniana po boku Roberta Stacka. V roce 1989 si Jackie Mason zahrál roli Jackieho Fishera ve 12 epizodách komediálního seriálu Chicken Soup. V letech 1991–2014 namlouval v seriálu Simpsonovi rabína Hymana Krustofského, otce Šáši Krustyho.
V roce 2005 se Jackie Mason vyskytl na 63. místě seznamu 100 nejlepších stand-up komiků.
V roce 1991 byl Mason napaden afroamerickými organizacemi, jako je NAACP, za to, že nazval starostu New Yorku Davida Dinkinse „šviháckým švarcem s knírkem“. Výraz „švarc“ je hanlivý výraz v jidiš pro černochy. Později se za to omluvil. V březnu 2009 nazval Mason Baracka Obamu „švarcem“. Za tuto poznámku se Mason neomluvil a kritizoval Obamu, kterého považoval za lháře a zrádce, který patří do psychiatrické léčebny. Mason požadoval, aby izraelští politici přemýšleli o vyhnání Palestinců z Gazy, východního Jeruzaléma a Západního břehu Jordánu. Uvedl, že kromě toho „by se mělo uvažovat o vyhoštění a expatriaci izraelských občanů arabského původu“. V lednu 2001 se stal Mason jedním ze zakladatelů organizace One Jerusalem, která se staví proti navrácení východního Jeruzaléma Palestincům po případné mírové smlouvě s Izraelem. V roce 2006 Mason zažaloval organizaci Židé pro Ježíše, která ho proti jeho vůli označila za svého příznivce.

## Filmografie (výběr)
- 1972: The Stoolie
- 1973: Spáč
- 1979: Flying High (epizoda It Was Just One of Those Days)
- 1979: The Jerk
- 1981: Best of Times
- 1981: History of the World: Part I
- 1988: Caddyshack II
- 1989: Chicken Soup (12 epizod)
- 1991–2012: Simpsonovi
- 2003: The Fairly OddParent (epizoda Beddy Bye/The Grass Is Greener)
- 2008: What Blows Up Must Come Down!
- 2011: Just Say No